# Carlos López Buchardo
Carlos López Buchardo fue un compositor y pianista de cámara argentino, nacido en Buenos Aires el 12 de octubre de 1881. Falleció el 21 de abril de 1948.

## Biografía
Estudió primero composición en Buenos Aires con Constantino Gaito, y siguió más adelante su formación en París con Albert Roussel. A su vuelta a Argentina, López Buchardo contribuyó mucho para establecer las instituciones que dieron vida musical a su país: fue, durante 32 años, presidente de la Asociación Wagneriana, creada en 1912. En 1932 creó la Escuela Superior de Bellas Artes de la Universidad Nacional de La Plata.
Integró el directorio del Teatro Colón, y en 1936 fue nombrado miembro de número de la Academia Nacional de Bellas Artes. En 1924, el Gobierno Nacional le encomendó la creación y dirección del Conservatorio Nacional de Música y Arte Escénico. Lopéz Buchardo lo dirigió hasta su muerte en 1948.
Manifestó que dejaba su propia vivienda (la cual ya no existe y en su reemplazo hay un moderno edificio de departamentos), ubicada en Av. Callao1521, casi Av. Las Heras, en la ciudad de Buenos Aires, para que allí funcionara la sede del Conservatorio Nacional de Música que llevaría su nombre. Ello fue así, hasta que en el año 1982 el Conservatorio se mudó al edificio en donde funciona actualmente, ubicado en la Av. Córdoba 2445, también de la Ciudad de Buenos Aires.
Su catálogo vocal incluye óperas, misas, comedias musicales y unas cincuenta canciones. Su obra eludió las grandes estructuras formales y la elocuencia sinfónica a excepción de la única obra para gran orquesta que llegó a escribir, "Escenas argentinas" que se estrenó en 1922 en el Teatro Colón con la Filarmónica de Viena.

## Orquesta
- Poema sinfónico "Escenas Argentinas"

- 1. Día de fiesta
- 2. El arroyo
- 3. Campera

- Oye mi llanto para orquesta y solista vocal
- Romeo y Julieta

## Ópera
- El sueño de Alma, ópera en 3 actos con un libreto de Leopoldo Díaz sobre un tema de Enrique Prins.

## Coro
- Canción del carretero

## Piano
- Bailecito "a la memoria de Julian Aguirre" (originalmente es la introducción de "Jujeña" para piano y voz)
- Sonatina - 1941
- Nocturno (transcripción del autor)
- Campera (transcripción del autor)

## Piano y canto
- Copla Criolla (poesía anónima popular)
- Querendona (motivos serranos de Tilde Perérez Pieroni)
- Canta tu canto, ruiseñor y vuela (Ignacio B. Anzoátegui)
- Acuarela (Rafaél Obligado)
- Lamento - Mírala como ha venido (poesía anónima popular)
- Porteñita - canción (María Luz Regas Velasco)
- Hormiguita - Canción infantil (Enrique Amorín)
- La canción desolada (Margarita Abella Caprile)
- Canción de Perico (Fryda Schutz de Mantovani)
- Canción del niño pequeñito (Ida Reboli)
- Canción de ausencia (Gustavo Caraballo)
- Cinco canciones argentinas al estilo popular (compuestas en la década de 1920)

- 1. Prediditos de la mano (Miguel Andrés Camino)
- 2. Si lo hallas... (Miguel Andrés Camino)
- 3. Frescas sombras de Sauces (Miguel A. Camino)
- 4. Oye mi llanto - Haynu (Miguel Andrés Camino)
- 5. Malhaya la suerte mia! (Miguel Andrés Camino)

- Seis canciones argentinas al estilo popular (compuestas en la década de 1920)

- 1. Vidalita (Leopoldo Lugones)
- 2. Los puñalitos (Leopoldo Lugones)
- 3. Dedichas de mi pasión (Leopoldo Lugones)
- 4. Vidala (Gustavo Caraballo)
- 5. Canción del carretero (Gustavo Caraballo)
- 6. Jujeña (González López)

## Música de cámara
- Nocturno para cuarteto de cuerdas, flauta, clarinete, arpa y celesta - 1934